# Fuchsia lehmannii
Fuchsia lehmannii là một loài thực vật thuộc họ Onagraceae. Đây là loài đặc hữu của Ecuador.